# Galatasaray Spor Kulübü 2018-2019 (pallavolo maschile)
Questa voce raccoglie le informazioni riguardanti il Galatasaray Spor Kulübü nelle competizioni ufficiali della stagione 2018-2019.

## Organigramma societario
Area direttiva
- Presidente: Mustafa Cengiz

Area tecnica
- Allenatore: Nedim Özbey
- Secondo allenatore: Umut Çakır
- Assistente allenatore: Hüseyin Gültekin
- Scoutman: Mertcan Kır

## Rosa
| N° | Nome           | Ruolo | Data di nascita   | Nazionalità sportiva |
| -- | -------------- | ----- | ----------------- | -------------------- |
| 1  | Selçuk Keskin  | P     | 15 gennaio 1982   | Turchia              |
| 2  | Muzaffer Yönet | P     | 18 giugno 1997    | Turchia              |
| 3  | Melih Sıratça  | S     | 12 febbraio 1996  | Turchia              |
| 4  | Ertuğrul Metin | S     | 1º gennaio 1996   | Turchia              |
| 4  | Ulaş Topbaşlı  | P     | 5 maggio 2001     | Turchia              |
| 5  | Oleg Antonov   | S     | 28 luglio 1988    | Italia               |
| 6  | Oliver Venno   | O     | 23 maggio 1990    | Estonia              |
| 7  | Justin Duff    | C     | 10 maggio 1988    | Canada               |
| 8  | Onurcan Çakır  | L     | 27 settembre 1995 | Turchia              |
| 9  | Yasin Aydın    | S     | 11 luglio 1995    | Turchia              |
| 10 | Can Ayvazoğlu  | L     | 14 settembre 1979 | Turchia              |
| 11 | Özgür Türkmen  | S     | 22 gennaio 1998   | Turchia              |
| 12 | Emin Gök       | C     | 15 febbraio 1988  | Turchia              |
| 14 | Selim Kalaycı  | C     | 12 febbraio 2000  | Turchia              |
| 15 | Roland Gergye  | S     | 24 febbraio 1993  | Ungheria             |
| 16 | Ufuk Minici    | O     | 20 gennaio 1991   | Turchia              |
| 17 | Doğukan Ulu    | C     | 30 ottobre 1995   | Turchia              |

## Statistiche

### Statistiche di squadra
| Competizione     | Punti | In casa | In casa | In casa | In trasferta | In trasferta | In trasferta | Totale | Totale | Totale |
| Competizione     | Punti | G       | V       | P       | G            | V            | P            | G      | V      | P      |
| ---------------- | ----- | ------- | ------- | ------- | ------------ | ------------ | ------------ | ------ | ------ | ------ |
| Efeler Ligi      | 45,1  | 14      | 10      | 4       | 14           | 10           | 4            | 28     | 20     | 8      |
| Coppa di Turchia | -     | 0       | 0       | 0       | 0            | 0            | 0            | 3      | 2      | 1      |
| Coppa CEV        | -     | 5       | 4       | 1       | 5            | 2            | 3            | 10     | 6      | 4      |
| Totale           | -     | 19      | 14      | 5       | 19           | 12           | 7            | 41     | 28     | 13     |

G = partite giocate; V = partite vinte; P = partite perse

### Statistiche dei giocatori
| Giocatore    | Campionato | Campionato | Campionato | Campionato | Campionato | Coppa di Turchia | Coppa di Turchia | Coppa di Turchia | Coppa di Turchia | Coppa di Turchia | Coppa CEV | Coppa CEV | Coppa CEV | Coppa CEV | Coppa CEV | Totale | Totale | Totale | Totale | Totale |
| Giocatore    | P          | PT         | AV         | MV         | BV         | P                | PT               | AV               | MV               | BV               | P         | PT        | AV        | MV        | BV        | P      | PT     | AV     | MV     | BV     |
| ------------ | ---------- | ---------- | ---------- | ---------- | ---------- | ---------------- | ---------------- | ---------------- | ---------------- | ---------------- | --------- | --------- | --------- | --------- | --------- | ------ | ------ | ------ | ------ | ------ |
| O. Antonov   | 11         | 96         | 80         | 8          | 8          | 3                | 32               | 27               | 3                | 2                | 5         | 45        | 35        | 5         | 5         | 19     | 173    | 142    | 16     | 15     |
| Y. Aydın     | 27         | 312        | 260        | 38         | 14         | 3                | 35               | 28               | 7                | 0                | 10        | 80        | 66        | 9         | 5         | 40     | 427    | 354    | 54     | 19     |
| C. Ayvazoğlu | 28         | 0          | 0          | 0          | 0          | 3                | 0                | 0                | 0                | 0                | 10        | 0         | 0         | 0         | 0         | 41     | 0      | 0      | 0      | 0      |
| O. Çakır     | 27         | 0          | 0          | 0          | 0          | 3                | 0                | 0                | 0                | 0                | 10        | 0         | 0         | 0         | 0         | 40     | 0      | 0      | 0      | 0      |
| J. Duff      | 27         | 220        | 133        | 71         | 16         | 3                | 30               | 18               | 10               | 2                | 9         | 66        | 38        | 21        | 7         | 39     | 316    | 189    | 102    | 25     |
| R. Gergye    | 23         | 195        | 154        | 19         | 22         | 2                | 15               | 13               | 2                | 0                | 10        | 85        | 69        | 7         | 9         | 35     | 295    | 236    | 28     | 31     |
| E. Gök       | 25         | 65         | 36         | 13         | 16         | 3                | 4                | 3                | 0                | 1                | 7         | 15        | 10        | 3         | 2         | 35     | 84     | 49     | 16     | 19     |
| S. Kalaycı   | 0          | 0          | 0          | 0          | 0          | 0                | 0                | 0                | 0                | 0                | 2         | 6         | 1         | 2         | 3         | 2      | 6      | 1      | 2      | 3      |
| S. Keskin    | 27         | 75         | 20         | 43         | 12         | 3                | 14               | 4                | 7                | 3                | 10        | 27        | 11        | 15        | 1         | 40     | 116    | 35     | 65     | 16     |
| E. Metin     | 1          | 0          | 0          | 0          | 0          | -                | -                | -                | -                | -                | -         | -         | -         | -         | -         | 1      | 0      | 0      | 0      | 0      |
| U. Minici    | 8          | 8          | 7          | 1          | 0          | 0                | 0                | 0                | 0                | 0                | 5         | 6         | 3         | 2         | 1         | 13     | 14     | 10     | 3      | 1      |
| M. Sıratça   | 15         | 90         | 75         | 11         | 4          | 0                | 0                | 0                | 0                | 0                | 6         | 14        | 12        | 2         | 0         | 21     | 104    | 87     | 13     | 4      |
| U. Topbaşlı  | 0          | 0          | 0          | 0          | 0          | 0                | 0                | 0                | 0                | 0                | -         | -         | -         | -         | -         | 0      | 0      | 0      | 0      | 0      |
| Ö. Türkmen   | 13         | 2          | 1          | 0          | 1          | 1                | 0                | 0                | 0                | 0                | 1         | 3         | 2         | 0         | 1         | 15     | 5      | 3      | 0      | 2      |
| D. Ulu       | 28         | 176        | 105        | 60         | 11         | 3                | 18               | 8                | 8                | 2                | 10        | 63        | 42        | 17        | 4         | 41     | 257    | 155    | 85     | 17     |
| O. Venno     | 28         | 609        | 527        | 38         | 44         | 3                | 50               | 36               | 6                | 8                | 10        | 188       | 159       | 14        | 15        | 41     | 847    | 722    | 58     | 67     |
| M. Yönet     | 18         | 5          | 1          | 2          | 2          | 1                | 1                | 0                | 1                | 0                | 9         | 0         | 0         | 0         | 0         | 28     | 6      | 1      | 3      | 2      |

P = presenze; PT = punti totali; AV = attacchi vincenti; MV = muri vincenti; BV = battute vincenti